# فلقورة صامتة
فلقورة صامتة (الاسم العلمي:Fulgora obticescens†)  هي نوع من الحشرات يتبع جنس الفلقورة من الفصيلة الفلقورية.